# Petersburg Railroad
Petersburg Railroad — железная дорога в США между городами Питерсберг (Виргиния) и Гарисберг (Северная Каролина).
Дорога была открыта для движения в 1833 году. Изначально имела ширину колеи 1524 мм, ставшую позже стандартной для железных дорог России и Финляндии.
В Гарисберге дорога соединялась с железной дорогой, идущей от порогов реки Роанок до города Портсмут на восточном побережье США, специально построенной вопреки желанию компании-владельца основной дороги. Конкуренция железных дорог позволяла фермерам экономить.
В годы Гражданской войны в США пережила разрушения, заработала в 1866 году. В 1886 году перешла на стандартную колею, что позволило осуществлять перевозки по всему восточному побережью США.
В марте 1898 года дорога была объединена с другой дорогой, в 1900 году пять железных дорог были объединены в Atlantic Coast Line Railroad.

## Подвижной состав
В 1893 году локомотивный парк состоял из 14 паровозов. Пассажирский парк состоял из 2 вагонов первого класса, 2 — второго класса и 3 — для багажа, почты и срочных грузов. Грузовой парк составляли 116 крытых вагонов, 77 платформ для негабаритных грузов, таких как лес, 4 вагона для перевозки скота и 7 прочих грузовых вагонов. Имелись также 4 вагона сопровождения, 10 вагонов для гравия и 1 прочий вагон. Также имелись другие 88 вагонов для ускоренной доставки грузов.